# Spankov
Spankov je vesnice, část obce Líté v okrese Plzeň-sever v Plzeňském kraji. Nachází se asi 2,5 kilometru západně od Líté. Spankov leží v katastrálním území Líté o výměře 6,01 km².

## Historie
První písemná zmínka o vesnici pochází z roku 1720.

## Obyvatelstvo
Při sčítání lidu v roce 1921 zde žilo 64 obyvatel (z toho 36 mužů), z nichž bylo 24 Čechoslováků a čtyřicet Němců. Většina se hlásila k římskokatolické církvi, ale jeden byl evangelík a dva lidé patřili k církvi československé. Podle sčítání lidu z roku 1930 měla vesnice padesát obyvatel: 22 Čechoslováků a 28 Němců. Kromě jednoho evangelíka a jednoho člověka bez vyznání byli římskými katolíky.
| Rok            | 1869 | 1880 | 1890 | 1900 | 1910 | 1921 | 1930 | 1950 | 1961 | 1970 | 1980 | 1991 | 2001 | 2011 | 2021 |
| -------------- | ---- | ---- | ---- | ---- | ---- | ---- | ---- | ---- | ---- | ---- | ---- | ---- | ---- | ---- | ---- |
| Počet obyvatel | 73   | 73   | 50   | 55   | 57   | 64   | 50   | 31   | 31   | 24   | 12   | 8    | 7    | 14   | 26   |
| Počet domů     | 11   | 11   | 11   | 11   | 12   | 13   | 13   | 20   | 20   | 10   | 5    | 10   | 11   | 12   | 14   |

## Obecní správa
Při sčítání lidu v letech 1869–1950 Spankov byl osadou obce Líté, se kterým patřil nejprve do okresu Kralovice, ale v roce 1950 v okrese Plzeň-sever. V letech 1961–1990 byl částí obce Dolní Bělá v okrese Plzeň-sever. Od 24. listopadu 1990 je opět částí obce Líté v okrese Plzeň-sever.

## Pamětihodnosti
- Kaplička